# Michel Gill
Michel Gill, aussi connu comme Michael Gill, né le 16 avril 1960 à New York, est un acteur américain. 

## Biographie
Michel Gill est né le 16 avril 1960 à New York. Ses parents sont James Vladimir Gill et Nadine Gill (née Racine).
Il a trois sœurs, Nina, Kitty et Natasha Gill.
Il étudie à la Juilliard School de 1981 à 1985, avec Thomas Gibson, Wendell Pierce et Bradley Whitford.
Il est marié depuis 1998 à l'actrice Jayne Atkinson, avec qui il est en couple de 1992. Ils ont un fils, Jeremy Gill.

## Carrière
Il débute au cinéma en 1990 dans Oublier Palerme de Francesco Rosi. 4 ans plus tard, il tient un rôle dans un épisode La Loi de Los Angeles.
En 1999, il joue dans Haine et Passion. Il fait son retour en 2003 dans New York, section criminelle.
Après 7 ans d'absence sur les écrans, il tient un rôle dans deux épisodes de La Force du destin.
En 2013, il tourne dans The Good Wife , puis il décroche un rôle récurrent dans House of Cards jusqu'en 2017.
En 2015, il est présent lors d'un épisode de Forever, puis il joue le rôle de Gideon Goddard, PDG de Allsafe Security dans la série Mr Robot, jusqu'en 2017. À la suite de quoi, il tient un rôle dans plusieurs épisodes de Ray Donovan /
En 2018, il est présent dans une salve d'épisodes de Chicago Med. L'année suivante, il tourne dans God Friended Me.
En 2022, il est à l'affiche de la mini-série The Dropout avec Amanda Seyfried et la série historique The Gilded Age.

## Filmographie

### Cinéma

#### Longs métrages
- 1990 : Oublier Palerme (Dimenticare Palermo) de Francesco Rosi
- 2004 : Ideal de Michael Paxton : Dwight Langley
- 2015 : Condemned d'Eli Morgan Gesner : Un agent du CDC
- 2018 : Patient 001 de Katie Fleischer : Alec, le médecin

#### Court métrage
- 2014 : Everything de R.J. Daniel Hanna : Dr Fisk

### Télévision

#### Séries télévisées
- 1994 : La Loi de Los Angeles (L.A. Law) : Andrew Cass
- 1999 : Haine et Passion (Guiding Light) : Grant Martin
- 2003 : New York, section criminelle (Law and Order : Criminal Intent) : Spencer Anderson
- 2010 : La Force du destin (All My Children) : Dr Hawkins
- 2013 : The Good Wife : Frederick Plunkett
- 2013 - 2014 / 2016 - 2017 : House of Cards : Président Garrett Walker
- 2014 : Person of Interest : Rene Lapointe
- 2015 : Forever : Dmitry Milikoff
- 2015 - 2017 : Mr. Robot : Gideon Goddard
- 2016 : The Get Down : Mr Gunns
- 2017 : Ray Donovan : Doug Landry
- 2018 : Chicago Med : Robert Haywood
- 2019 : God Friended Me : Wilson Hedges
- 2021 : Nova Vita : Anthony Nixon
- 2022 : The Dropout : Chris Holmes
- 2022 : The Gilded Age : Patrick Morris

#### Téléfilm
- 2016 : Qui a tué la petite JonBenet ? (Who Killed JonBenet ?) de Jason Lapeyre : John Ramsey